# آرتگ یومی
آرتگ یومی (انگلیسی: Artegg-yumi؛ زادهٔ) خواننده-ترانه‌پرداز، تهیه‌کننده فیلم، نقاش، و کارگردان فیلم اهل ژاپن است.